# Kurdistan (province iranienne)
Cet article concerne la province iranienne du Kurdistan. Pour la région géo-culturelle à cheval sur la Syrie, l'Irak, l'Iran et la Turquie, voir Kurdistan. Pour la partie iranienne du Kurdistan, voir Kurdistan iranien.

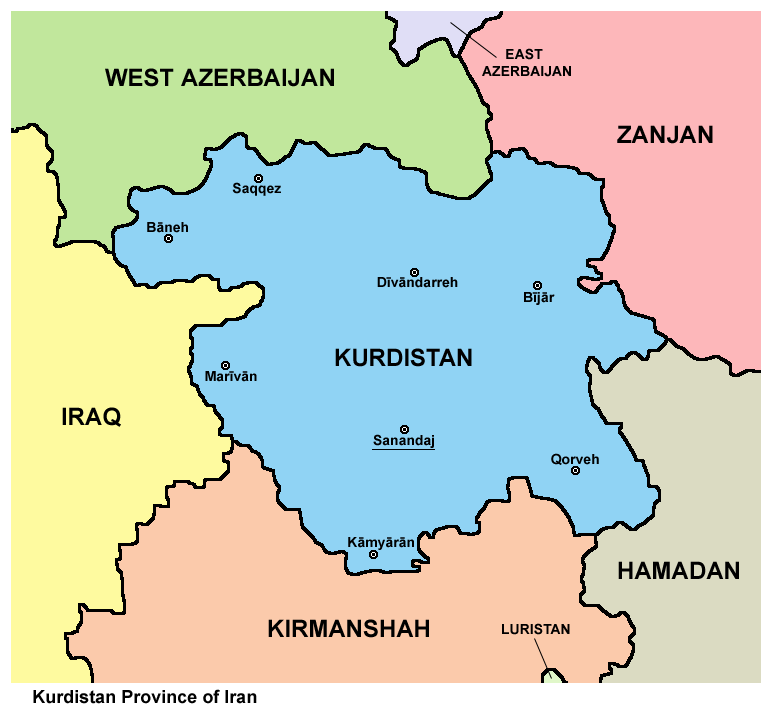
Carte de la province du Kurdistan.

La province du Kurdistan (en persan : استان کردستان, Ostan-e Kordestan ; en kurde : Parêzgey Kurdistan) est une des 31 provinces d'Iran, à ne pas confondre avec la région plus grande du Kurdistan iranien. Sa capitale est Sanandaj. 
La superficie de la province est de 28 817 km2, ce qui ne représente qu'un huitième des régions habitées par des Kurdes en Iran (Kurdistan iranien). La province est située dans l'ouest de l'Iran et est entourée par l'Irak à l'ouest, la province de l'Azerbaïdjan de l'ouest au nord, la province de Zanjan au nord-est et la province de Kermanshah au sud. Les villes principales de la province sont: Marivan, Baneh, Saqqez, Qorveh (en), Bijar, Kamyaran (en) et Diwandarreh (en).

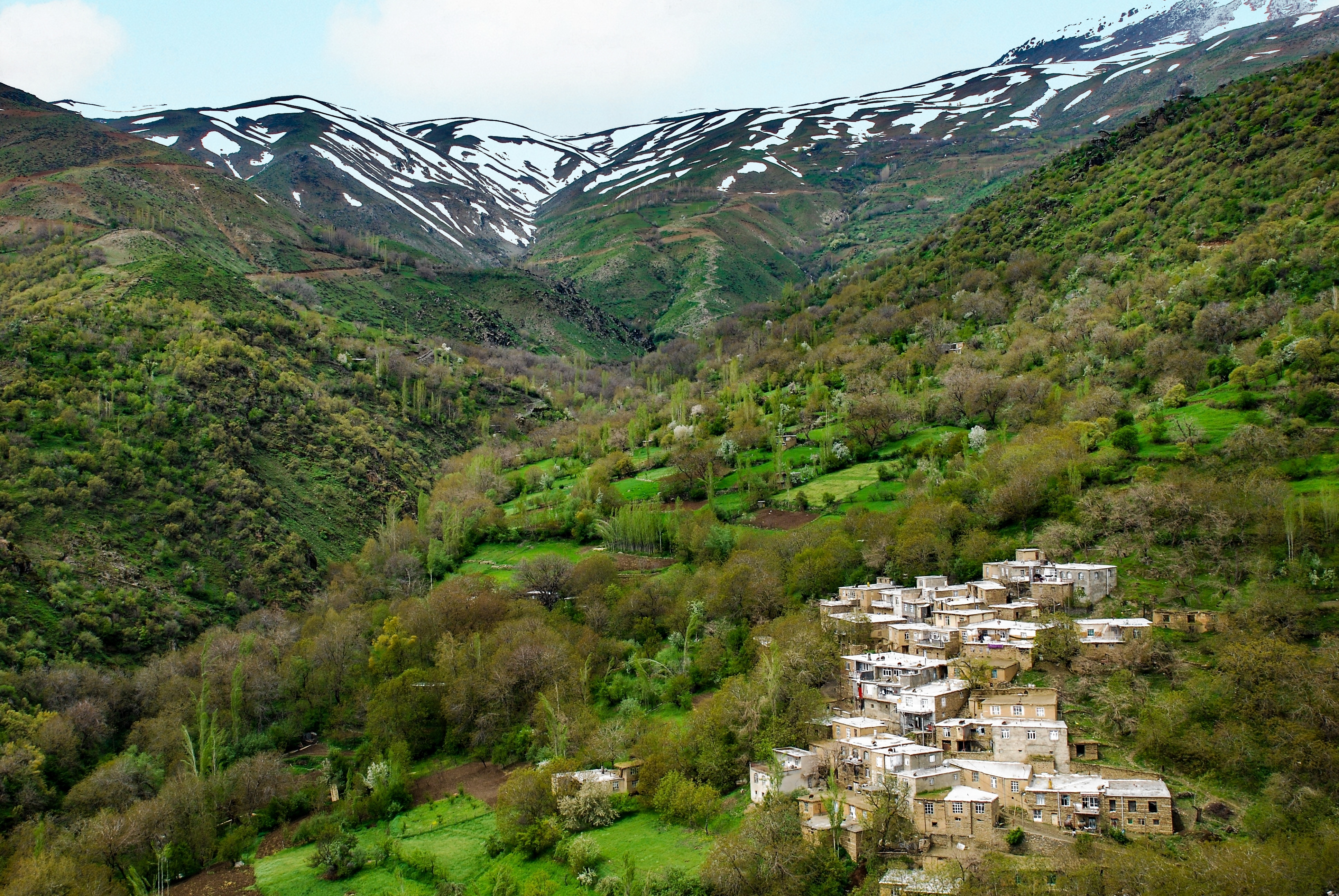
Village de Miyané

## Histoire
La richesse des terres de cette région montagneuse encouragea les tribus aryennes à s'installer dans la zone après leur immigration en Iran. C'est à partir d'ici que naquirent les plans pour renverser les Assyriens, aboutissant à leur défaite en 612 av. J.-C., posant ainsi les bases de l'Empire mède.
Quand les envahisseurs arabes attaquèrent l'Empire Sassanide en 634, de nombreux kurdes résistèrent à l'envahisseur, mais furent finalement mis sous la coupe des musulmans. En 835, un des chefs de tribu kurde se révolta contre Al-Mu'tasim, puis il fut supprimé. Les Kurdes se révoltèrent plusieurs fois contre les califes arabes mais furent défaits.
Pendant les siècles suivants, le Kurdistan devint un lieu de conflits entre les différents envahisseurs, Mongols et Timourides. Le déclin de la région commença au XVIe siècle, quand les routes maritimes remplacèrent la célèbre Route de la soie.
Sous les ordres du Khan Oldjaïtou, une petite ville du nom de Soltanabad Chamchal fut construite dans la région de Bisutun afin de faire office de centre administratif et politique du Kurdistan au Moyen Âge. Elle demeura la capitale pendant un siècle et demi, jusqu'en 1372, quand le gouvernement déménagea au Fort de Hassanabad, à 6 km au sud de Sanandaj. Au XIVe siècle environ, les gens de la tribu d'Ardalan s'établirent à Sinne (Sanandaj) et devinrent les maîtres de la région.
D'après le Sharafnameh écrit par Sharaf-al-Din Bitlisi, le premier chef de tribu connu, Bawa Ardalan était un descendant de "Ahmad fils de Marwan", qui régnait à Diyarbakir. Il s'installa avec les Gorans du Kurdistan et vers la fin de la période mongole, il avait conquis la région de "Şare Zor" (Sharazur). Il est généralement considéré comme le fondateur de la principauté d'Ardalan.
Les territoires de Zardiawa (Karadagh), Khanaqin, Kirkouk, et Kifri, qui étaient déjà les terres d'origines des Kurdes Gorans, appartenaient tous à la principauté. La capitale de cette principauté fut d'abord à Sharazour, puis fut plus tard déplacée à Sanandaj.
Pendant le règne de Shah Ismaïl Ier, le fondateur de la dynastie Safavide, les Kurdes sunnites (parmi lesquels se trouvaient les Ardalan) ont été soutenus par l'Empire ottoman contre le gouvernement chiite des Safavides. Quand Soleiman Khan Ardalan prit le pouvoir en 1630, le trône fut transféré à Sanadaj, et, depuis cette époque, les Ardalans contribuèrent au développement de la région.
La dynastie Ardalan continua à régner sur la région jusqu'à ce que le monarque Qajar Nasseredin Shah (1848-1896) mette fin à leur règne en 1867.

## Géographie

### Climat
Le Kurdistan est une des provinces les plus montagneuses d'Iran et bénéficie généralement d'un climat tempéré pendant le printemps et l'été. Les hivers sont longs et peuvent être très froids et voir d'importantes chutes de neige.

## Population et culture
La population de la province est estimée à 1 546 256 en 2004. La majorité de la population de la province sont des Kurdes parlant le soranî, qui est un dialecte du kurde, une langue du groupe occidental de la famille des langues iraniennes.

## La province du Kurdistan aujourd'hui

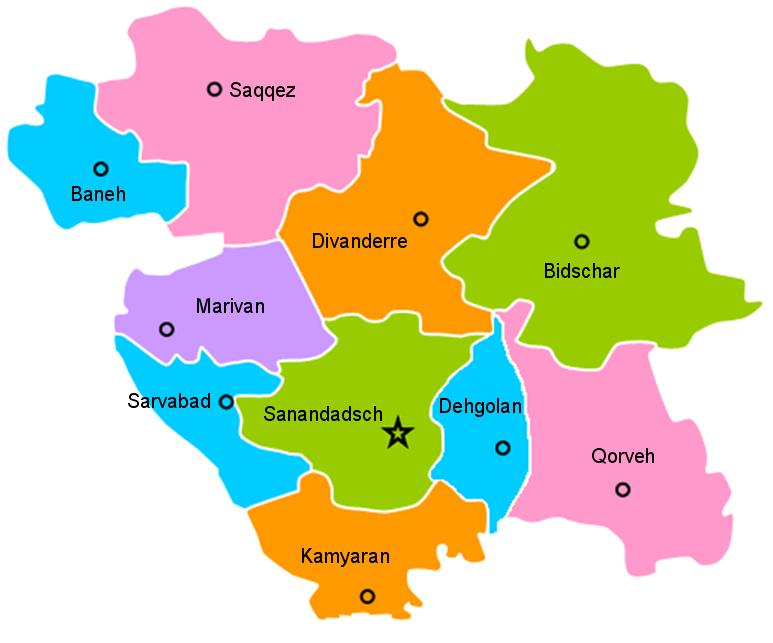
Les départements de cette province

### Organisation de la province
| Schahrestan (Préfecture (Iran)) | Bakhsh (Canton/Comté)                   | Chef-lieu  |
| ------------------------------- | --------------------------------------- | ---------- |
| Baneh                           | Armardeh, Baneh, Buin-e Sofla, Kani Sur | Baneh      |
| Bidjar                          | Bidschar, Babaraschani, Yasukand        | Bidjar     |
| Divanderre                      | Divanderre, Zarrineh                    | Divanderre |
| Dehgolan                        | Dehgolan, Bolbanabad                    | Dehgolan   |
| Kamyaran                        | Kamyaran, Muchesch                      | Kamyaran   |
| Marivan                         | Marivan, Chenareh, Kani Dinar           | Marivan    |
| Qorveh                          | Qorveh, Delbaran, Dezedsch, Serischabad | Qorveh     |
| Sanandaj                        | Sanandaj, Schuyescheh                   | Sanandaj   |
| Saqqez                          | Saqqez, Saheb                           | Saqqez     |
| Sarvabad                        | Sarvabad                                | Sarvabad   |

### Économie
Les activités majeures de la province sont l'agriculture et l'élevage. Les produits principaux sont le blé, l'orge, les céréales et les fruits. Les industries principales de la région sont la chimie, le métal, le cuir et la transformation des matières premières agricoles.

### Universités
- Université des sciences médicales du Kurdistan
  - Centre médical Tohid
- Université du Kurdistan
- Université islamique libre de Sanandaj

### Attractions
L'organisation de l'héritage culturel de l'Iran liste 211 monuments historiques dans la province du Kordestan. Certains, comme Ghal'eh Kohneh à Bijar remontent à l'époque Sassanide. Pour plus d'informations sur ce sujet, voir le lien vers le site de l'organisation de l'héritage culturel de la province situé en bas de page.